# Dean Dillon

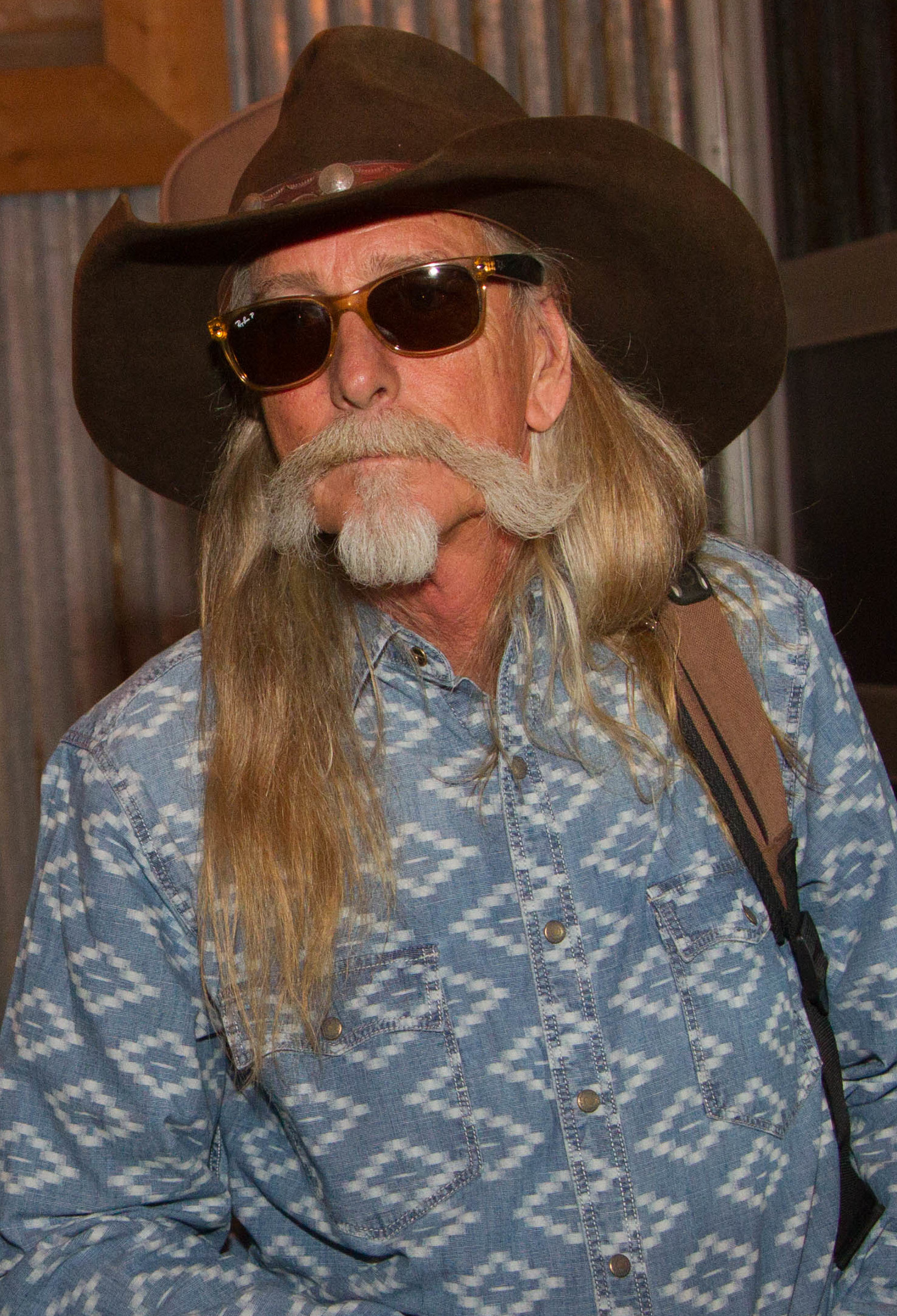
Dean Dillon

Dean Dillon (* 26. März 1955 in Lake City, Tennessee) ist ein US-amerikanischer Country-Sänger und Songwriter.

## Leben

### Erste Schritte
Dean schrieb schon als Elfjähriger Songs und hatte seine ersten öffentlichen Auftritte im Alter von dreizehn Jahren. Anschließend spielte er einige Jahre im nahegelegenen Knoxville. Nach Ende seiner Schulzeit zog er nach Nashville. Über den Songwriter Frank Dycus schaffte er den Einstieg in die Country-Szene. Ab 1976 arbeitete er vier Jahre lang im Opryland Vergnügungspark. Als Mitglied des Mac McGahey Quartetts stellte er dort auf der Bühne Hank Williams dar. In diesen Jahren geriet er zunehmend unter den Einfluss von Alkohol und anderen Drogen.

### Karriere
1979 begann Dillon wieder zu komponieren. Barbara Mandrell nahm einige seiner Songs auf. Jim Ed Brown und Helen Cornelius erreichten mit seinem Lying Here In Love With You Platz eins der Country-Charts. Es war vor allem George Strait, der sein Material verwendete. Insgesamt schrieb Dean Dillon etwa vierzig Songs für den Superstar der Country-Musik, darunter einige Nummer-1-Hits. Er wurde zu einem der gefragtesten Songwriter der 1980er Jahre. Neben Strait nahmen unter anderem George Jones, Steve Wariner, David Allan Coe und Vern Gosdin seine Lieder auf.
Parallel zu seinen Aktivitäten als Songwriter produzierte Dillon auch eigene Platten. 1979 erreichte er mit seiner Debüt-Single I'm Into The Bottle einen mittleren Platz in den Country Charts. Es folgten weitere, mäßig erfolgreiche Platten. 1982 tat er sich mit dem Sänger Gary Stewart zusammen. Aus dieser Zusammenarbeit gingen zwei Alben hervor. Stewart, der gerade eine Entziehungskur hinter sich hatte, war ebenfalls massiv abhängig von Alkohol und anderen Drogen und verstärkte damit nur Dillons Probleme. Die Partnerschaft zerbrach bald und er zog sich für einige Jahre aus der Öffentlichkeit zurück. Schließlich gelang es ihm, seine Sucht niederzukämpfen. Er heiratete und wurde Vater.
In der Zwischenzeit waren andere mit seinen Songs erfolgreich, so dass er weiterhin im Geschäft blieb. 1988 begann er wieder Platten aufzunehmen. Sein erfolgreichstes Album Out Of Your Ever-Lovin' Mind erschien 1991.

## Diskografie

### Studioalben
| Jahr | Titel                        | Höchstplatzierung, Gesamtwochen, AuszeichnungChartsChartplatzierungen (Jahr, Titel, Platzierungen, Wochen, Auszeichnungen, Anmerkungen) | Anmerkungen      |
| Jahr | Titel                        | Country | Anmerkungen      |
| ---- | ---------------------------- | --- | ---------------- |
| 1982 | Brotherly Love               | Country23 (12 Wo.)Country | mit Gary Stewart |
| 1983 | Those Were the Days          | Country54 (7 Wo.)Country | mit Gary Stewart |
| 1991 | Out of Your Ever Lovin’ Mind | Country58 (12 Wo.)Country |                  |

Weitere Studioalben
- 1988: Slick Nickel
- 1989: I’ve Learned to Live
- 1993: Hot, Country and Single

### Singles
| Jahr | Titel Album                                                       | Höchstplatzierung, Gesamtwochen, AuszeichnungChartsChartplatzierungen (Jahr, Titel, Album, Platzierungen, Wochen, Auszeichnungen, Anmerkungen) | Anmerkungen      |
| Jahr | Titel Album                                                       | Country | Anmerkungen      |
| ---- | ----------------------------------------------------------------- | --- | ---------------- |
| 1979 | I’m Into the Bottle (To Get You Out of My Mind)                   | Country30 (12 Wo.)Country |                  |
| 1980 | What Good Is a Heart                                              | Country28 (12 Wo.)Country |                  |
| 1980 | Nobody in His Right Mind                                          | Country25 (5 Wo.)Country |                  |
| 1981 | They’ll Never Take Me Alive                                       | Country57 (6 Wo.)Country |                  |
| 1981 | Jesus Let Me Slide                                                | Country77 (5 Wo.)Country |                  |
| 1982 | Brotherly Love                                                    | Country41 (11 Wo.)Country | mit Gary Stewart |
| 1982 | Play This Old Working Day Away Brotherly Love                     | Country74 (4 Wo.)Country |                  |
| 1982 | You to Come Home To Brotherly Love                                | Country65 (6 Wo.)Country |                  |
| 1983 | Those Were the Days                                               | Country47 (12 Wo.)Country | mit Gary Stewart |
| 1983 | Smokin’ in the Rockies Those Were the Days                        | Country71 (4 Wo.)Country | mit Gary Stewart |
| 1983 | Famous Last Words of a Fool                                       | Country67 (6 Wo.)Country |                  |
| 1988 | The New Never Wore Off My Sweet Baby Slick Nickel                 | Country51 (9 Wo.)Country |                  |
| 1988 | I Go to Pieces Slick Nickel                                       | Country39 (12 Wo.)Country |                  |
| 1988 | Hey Heart Slick Nickel                                            | Country58 (9 Wo.)Country |                  |
| 1989 | It’s Love That Makes You Sexy I’ve Learned to Live                | Country61 (6 Wo.)Country |                  |
| 1989 | Back in the Swing of Things I’ve Learned to Live                  | Country66 (5 Wo.)Country |                  |
| 1991 | Holed Up in Some Honky Tonk Out of Your Ever Lovin’ Mind          | Country69 (6 Wo.)Country |                  |
| 1991 | Don’t You Even (Think About Leavin’) Out of Your Ever Lovin’ Mind | Country62 (12 Wo.)Country |                  |
| 1993 | Hot, Country and Single                                           | Country62 (5 Wo.)Country |                  |